# Élections européennes de 2009 au Portugal
Les élections européennes se déroulent le dimanche 7 juin 2009 au Portugal pour désigner les 22 députés européens au Parlement européen, pour la législature 2009-2014.

## Têtes de liste
- Parti socialiste (PSE) : Vital Moreira, professeur de droit à l'Université de Coimbra, indépendant
- Parti social-démocrate (PPE) : Paulo Rangel, président du groupe parlementaire du PSD à l'Assemblée de la République
- Coalition démocratique unitaire - PCP/PEV (GUE) : Ilda Figueiredo, députée européenne, membre du Parti communiste portugais
- Centre démocratique et social - Parti populaire (PPE) : Nuno Melo, Vice-Président de l'Assemblée de la République
- Bloc de gauche (GUE) : Miguel Portas, député européen

## Ordre de présentation des listes
Liste exhaustive des listes qui se présentent (telles qu'elles figurent sur les bulletins de vote, résultat du tirage au sort du Tribunal constitutionnel du 28 avril 2009) :
1. Bloco de Esquerda - B.E.
2. CDU - Coligação Democrática Unitária - PCP-PEV
3. Partido Social Democrata - PPD/PSD
4. Partido da Terra - MPT
5. Partido Popular Monárquico - PPM
6. Movimento Esperança Portugal - MEP
7. Partido Socialista - PS
8. Partido Popular CDS-PP
9. Partido Nacional Renovador - P.N.R.
10. Movimento Mérito e Sociedade - MMS
11. Partido Comunista dos Trabalhadores Portugueses - PCTP/MRPP
12. Partido Operário de Unidade Socialista - POUS
13. Partido Humanista - P.H.

## Résultats

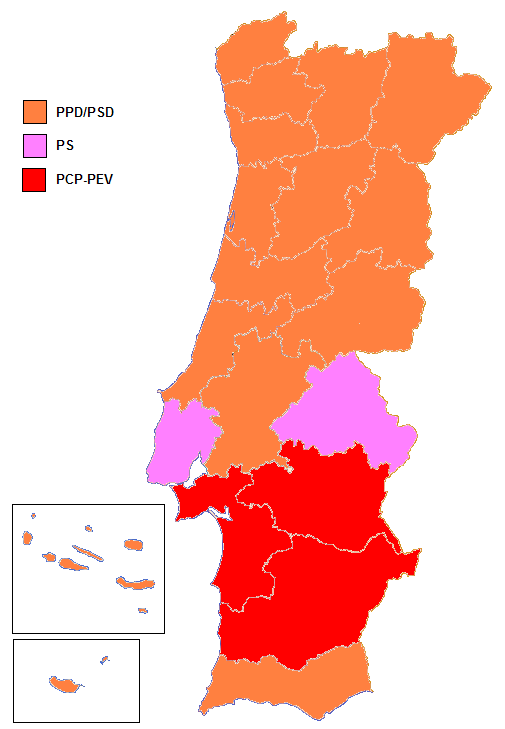
Listes arrivées en tête par district

Au Portugal, les bulletins blancs et les bulletins nuls sont comptabilisés parmi les suffrages exprimés.
Résultats des élections européennes au Portugal du 7 juin 2009
| Parti                           | Parti                                              | Parti européen                  | Groupe                          | Votes     | Votes  | Votes | Sièges | Sièges |
| Parti                           | Parti                                              | Parti européen                  | Groupe                          | No.       | %      | +−    | No.    | +−     |
| ------------------------------- | -------------------------------------------------- | ------------------------------- | ------------------------------- | --------- | ------ | ----- | ------ | ------ |
|                                 | Parti social-démocrate (PPD/PSD)                   | PPE                             | PPE                             | 1 131 744 | 31,71  | -     | 8      | +1     |
|                                 | Parti socialiste (PS)                              | PSE                             | S&D                             | 946 818   | 26,53  | −18   | 7      | −5     |
|                                 | Bloc de gauche (BE)                                | GAE                             | GUE/NGL                         | 382 667   | 10,72  | +5,8  | 3      | +2     |
|                                 | Coalition démocratique unitaire (CDU)              | PGE, PVE                        | GUE/NGL                         | 379 787   | 10,64  | +1,5  | 2      | =      |
|                                 | Parti populaire (CDS/PP)                           | PPE                             | PPE                             | 298 423   | 8,36   | -     | 2      | =      |
|                                 | Mouvement Espoir pour le Portugal (MEP)            | Aucun                           |                                 | 55 072    | 1,54   | Nv.   | 0      | Nv.    |
|                                 | Parti communiste des travailleurs portugais (PCTP) | Aucun                           |                                 | 42 940    | 1,20   | +0,1  | 0      | =      |
|                                 | Parti de la Terre (MPT)                            | ALDE                            |                                 | 24 062    | 0,67   | +0,3  | 0      | =      |
|                                 | Mouvement Mérite et société (MMS)                  | Aucun                           |                                 | 21 738    | 0,61   | Nv.   | 0      | Nv.    |
|                                 | Parti humaniste (PH)                               | Aucun                           |                                 | 17 139    | 0,48   | +0,1  | 0      | =      |
|                                 | Parti populaire monarchiste (PPM)                  | MCPE                            |                                 | 14 414    | 0,40   | -0,1  | 0      | =      |
|                                 | Parti national rénovateur (PNR)                    | Aucun                           |                                 | 13 214    | 0,37   | +0,1  | 0      | =      |
|                                 | Parti ouvrier d'unité socialiste (POUS)            | Aucun                           |                                 | 5 177     | 0,15   | =     | 0      | =      |
| Bulletins blancs                | Bulletins blancs                                   | Bulletins blancs                | Bulletins blancs                | 165 830   | 4,65   | +2    |        |        |
| Bulletins nuls                  | Bulletins nuls                                     | Bulletins nuls                  | Bulletins nuls                  | 69 918    | 1,96   | +0,6  |        |        |
| Total (Participation : 36,78 %) | Total (Participation : 36,78 %)                    | Total (Participation : 36,78 %) | Total (Participation : 36,78 %) | 3 568 943 | 100,00 | -     | 22     | −2     |
| Inscrits                        | Inscrits                                           | Inscrits                        | Inscrits                        | 9 704 559 |        |       |        |        |

NB : en 2004 le Parti social-démocrate et le Parti populaire avaient fait liste commune sous la bannière "Força Portugal" et avaient obtenu 33,3 % des suffrages exprimés. Les scores cumulés des listes présentées par ces deux formations en 2009 représentent un total de 40,1 % des suffrages 
exprimés, soit une progression globale de l'ordre de 6,8 points par rapport au scrutin précédent.